# Allochème

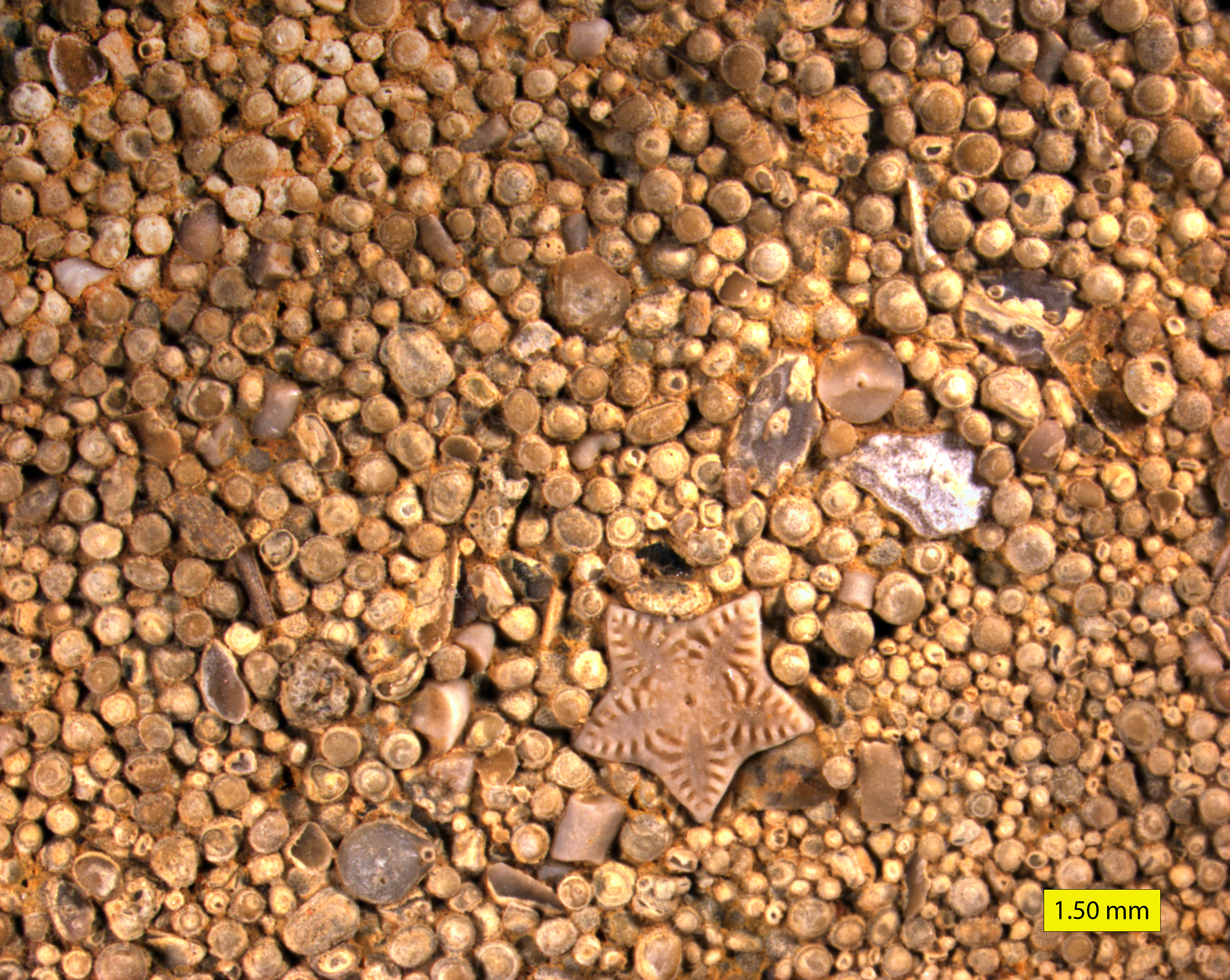
Ooïdes en surface d'un calcaire.
Formation de Carmel (Jurassique moyen) dans le sud de l'Utah, USA. Les plus grandes ont un diamètre de 1 millimètre.

Allochème (allochem en anglais) est un terme d'origine anglo-saxonne introduit par le pétrologue américain Robert L. Folk, pour décrire les grains reconnaissables dans des roches carbonatées. Le mot a été construit à partir du grec allos = autre, et de l'anglais chemical = chimie.

## Définition
Les allochèmes sont des éléments de plus de 0,5 mm de diamètre, d'origine chimique ou biochimique, ayant subi un transport sous forme de fragments distincts.
Parmi les allochèmes sont inclus les ooïdes, péloïdes, oncoïdes, pellets, fossiles ou des fragments carbonatés préexistants. Ces fragments sont encore appelés allochèmes s'ils ont subi des transformations chimiques - par exemple si l'aragonite est dissoute puis remplacée par de la calcite, ce remplacement est encore appelé allochème.
Les allochèmes sont intégrés dans une matrice de micrite (lime mud), de sparite ou calcite spathique ou sparitique (sparry calcite).
L'abondance d'un allochème autre que celui qui détermine le nom principal de la roche est indiqué par un adjectif (voir, par exemple, grainstone).